# Mitsuyoshi Numano
Mitsuyoshi Numano (jap. 沼野 充義 Numano Mitsuyoshi) (ur. 8 czerwca 1954 w dzielnicy Ōta, Tokio, Japonia) – japoński tłumacz, slawista i polonista. 
Uczeń Stanisława Barańczaka. Wykładowca polonistyki na Uniwersytecie Tokijskim. Przełożył wiele dzieł Wisławy Szymborskiej, Stanisława Lema oraz Czesława Miłosza. Udziela się w społeczności Instytutu Polskiego w Tokio oraz na łamach „Gazety Polskiej w Japonii”.

## Dydaktyka
Profesor i wykładowca języka polskiego na Uniwersytecie Tokijskim.

## Nagrody
W 2018 Numano wraz z paleontologiem prof. J. Dzikim zostali laureatami Nagrody im. Benedykta Polaka, przyznawanej w Łęczycy za wybitne osiągnięcia eksploracyjne i badawcze.

## Tłumaczenia
Dzięki Numano udało się zainicjować w Japonii wydanie w sześciu tomach Dzieł zebranych Lema. Do tej pracy udało mu się zgromadzić grupę znakomitych tłumaczy, wśród których znaleźli się: Tokimasa Sekiguchi, Kōichi Kuyama, Satoko Inoue, Ayano Shibata i nieżyjący już Shōzō Yoshigami (1928–1996).
W 2000 roku wydawnictwo Michitani opublikowało japońskie wydanie Historii literatury polskiej w tłumaczeniu pięciu polonistów: Tokimasa Sekiguchi, Masahiko Nishi, Mitsuyoshi Numano, Kazuo Hasemi i Tatsuya Moriyasu. Pracę nad przekładem zaczął już wiele lat wcześniej prof. Shōzō Yoshigami.
W 2011 roku ukazało się pierwsze wydanie japońskiej antologii poezji Czesława Miłosza w wyniku współpracy z Ambasadą RP, Instytutem Polskim w Tokio i wydawnictwem „Seibunsha” oraz zespołem tłumaczy pod kierunkiem profesorów Sekiguchiego i Numano.

## Twórczość literacka
- Tajemnica 100. rocznicy rewolucji rosyjskiej (Roshia Kakumei 100 Nen no Nazo) (100 Years Since the Russian Revolution: Mysteries), autorzy: Ikuo Kameyama, Mitsuyoshi Numano, 2017.
- List do Utopii, autor: Mitsuyoshi Numano, 1997.